# Dyskografia Meeka Milla
Artykuł przedstawia dyskografię amerykańskiego rapera Meeka Milla.

## Albumy studyjne
| Tytuł                        | Dane dot. albumu | Najwyższa pozycja | Najwyższa pozycja | Najwyższa pozycja | Najwyższa pozycja | Najwyższa pozycja | Najwyższa pozycja | Sprzedaż       |
| Tytuł                        | Dane dot. albumu | US                | US R&B            | US Rap            | NLD               | CAN               | UK                | Sprzedaż       |
| ---------------------------- | --- | ----------------- | ----------------- | ----------------- | ----------------- | ----------------- | ----------------- | -------------- |
| Dreams and Nightmares        | - Data wydania: 30 października 2012 - Wydawca: Maybach Music Group, Warner Bros. - Format: CD, digital download    | 2                 | 1                 | 1                 | 87                | 6                 | 67                | - US: Gold     |
| Dreams Worth More Than Money | - Data wydania: 29 czerwca 2015 - Wydawca: Maybach, Atlantic, MDream Chasers Records - Format: CD, digital download | 1                 | 1                 | 1                 | 42                | 1                 | 13                | - US: Platinum |
| Wins and Losses              | - Data wydania: 21 lipca 2017 - Wydawca: Maybach, Atlantic, MDream Chasers Records - Format: CD, digital download   | -                 | -                 | -                 | -                 | -                 | -                 | - US: 87,000   |

|}

## Współpraca
| Tytuł                                       | Dane dot. albumu                                                                                             | Najwyższa pozycja | Najwyższa pozycja | Najwyższa pozycja | Najwyższa pozycja | Najwyższa pozycja | Sprzedaż      |
| Tytuł                                       | Dane dot. albumu                                                                                             | US                | US R&B            | US Rap            | CAN               | FRA               | Sprzedaż      |
| ------------------------------------------- | --- | ----------------- | ----------------- | ----------------- | ----------------- | ----------------- | ------------- |
| Self Made Vol. 1 (oraz Maybach Music Group) | - Data wydania: 23 maja 2011 - Wydawca: Maybach Music Group, Warner Bros. - Format: CD, digital download     | 5                 | 1                 | 1                 | –                 | —                 | - US: 225 000 |
| Self Made Vol. 2 (oraz Maybach Music Group) | - Data wydania: 26 czerwca, 2012 - Wydawca: Maybach Music Group, Warner Bros. - Format: CD, digital download | 4                 | 1                 | 1                 | 37                | —                 | - US: 270 000 |
| Self Made Vol. 3 (oraz Maybach Music Group) | - Data wydania: 17 września 2013 - Wydawca: Maybach Music Group, Atlantic - Format: CD, digital download     | 4                 | 1                 | 1                 | –                 | 182               | - US: 74 000  |
| "—" oznacza, że pozycja nie była notowana.  | |                   |                   |                   |                   |                   |               |

## Kompilacje
| Nothing But Flamerz                        | - Data wydania: 17 marca 2010 - Wydawca: 215 Aphillyated Records - Format: Digital download | – | – | – |  |
| "—" oznacza, że pozycja nie była notowana. |                                                                                             |   |   |   |  |

## Mixtape’y
| Tytuł                          | Dane dot. albumu                                                                                                  |
| ------------------------------ | --- |
| The Real Me                    | - Data wydania: 2007 - Wydawca: brak, niezależnie - Format: Digital download                                      |
| The Real Me 2                  | - Data wydania: 5 kwietnia 2008 - Wydawca: brak, niezależnie - Format: Digital download                           |
| Flamers                        | - Data wydania: 24 sierpnia 2008 - Wydawca: brak, niezależnie - Format: Digital download                          |
| Flamers 2: Hottest In The City | - Data wydania: 24 lutego 2009 - Wydawca: brak, niezależnie - Format: Digital download                            |
| Flamers 2.5: The Preview       | - Data wydania: 13 października 2009 - Wydawca: brak, niezależnie - Format: Digital download                      |
| Flamers 3: The Wait Is Over    | - Data wydania: 12 marca 2010 - Wydawca: 215 Aphilliated - Format: CD, digital download                           |
| Mr. Philadelphia               | - Data wydania: 25 sierpnia 2010 - Wydawca: Grand Hustle - Format: CD, digital download                           |
| Dreamchasers                   | - Data wydania: 11 sierpnia 2011 - Wydawca: Maybach Music Group - Format: Digital download                        |
| Dreamchasers 2                 | - Data wydania: 7 maja 2012 - Wydawca: Maybach Music Group - Format: Digital download                             |
| Dreamchasers 3                 | - Data wydania: 29 września 2013 - Wydawca: Dream Chasers Records, Maybach Music Group - Format: Digital download |

## Single

### Solowe
| Tytuł                                    | Rok  | Najwyższa pozycja | Najwyższa pozycja | Najwyższa pozycja | Certyfikat         | Album               |
| Tytuł                                    | Rok  | US                | US R&B            | US Rap            | Certyfikat         | Album               |
| ---------------------------------------- | ---- | ----------------- | ----------------- | ----------------- | ------------------ | ------------------- |
| "Tupac Back" (featuring Rick Ross)       | 2011 | –                 | 31                | 22                |                    | Self Made Vol. 1    |
| "Ima Boss" (featuring Rick Ross)         | 2011 | 101               | 20                | 17                |                    | Self Made Vol. 1    |
| "Amen" (featuring Drake & Jeremih)       | 2012 | 64                | 10                | 10                |                    | Dreams & Nightmares |
| „Going Bad” (gośc. Drake)                | 2019 |                   |                   |                   | - POL: złota płyta | Championships       |
| "—" oznacza, że singel nie był notowany. |      |                   |                   |                   |                    |                     |

### Gościnnie
| Tytuł                                                                 | Rok  | Najwyższa pozycja | Najwyższa pozycja | Najwyższa pozycja | Album                 |
| Tytuł                                                                 | Rok  | US                | US R&B            | US Rap            | Album                 |
| --------------------------------------------------------------------- | ---- | ----------------- | ----------------- | ----------------- | --------------------- |
| "Scared Money" (N.O.R.E. featuring Pusha T & Meek Mill)               | 2011 | –                 | –                 | —                 | Scared Money          |
| "Bag of Money" (Wale featuring Meek Mill, Rick Ross & T-Pain)         | 2012 | 75                | 5                 | 9                 | Self Made Vol. 2      |
| "Party Girl" (Asher Roth featuring Meek Mill)                         | 2012 | 120               | –                 | —                 | Is This Too Orange?   |
| "Tell Her Again" (Sterling Simms featuring Meek Mill)                 | 2012 | –                 | 68                | —                 | Time Capsule          |
| "So Sophisticated" (Rick Ross featuring Meek Mill)                    | 2012 | 104               | 91                | —                 | God Forgives, I Don’t |
| "My Moment" (DJ Drama featuring 2 Chainz, Meek Mill & Jeremih)        | 2012 | –                 | 87                | —                 | Quality Street Music  |
| "Triumphant (Get 'Em)" (Mariah Carey featuring Rick Ross & Meek Mill) | 2012 | –                 | –                 | —                 | bd.                   |
| "—" oznacza, że singel nie był notowany.                              |      |                   |                   |                   |                       |

### Promocyjne
| Tytuł                                                                                                | Rok  | Najwyższa pozycja | Najwyższa pozycja | Najwyższa pozycja | Album        |
| Tytuł                                                                                                | Rok  | US                | US R&B            | US Rap            | Album        |
| --- | ---- | ----------------- | ----------------- | ----------------- | ------------ |
| "House Party" (featuring Young Chris)                                                                | 2011 | –                 | 45                | 24                | Dreamchasers |
| "Ima Boss" (Remix) (featuring DJ Khaled, T.I., Rick Ross, Lil Wayne, Birdman & Swizz Beatz)          | 2011 | 51                | –                 | —                 | bez albumu   |
| "Wild Boy" (Remix) (MGK featuring 2 Chainz, French Montana, Meek Mill, Mystikal, Steve-O & Yo Gotti) | 2012 | –                 | –                 | —                 | bez albumu   |
| "—" oznacza, ze singel nie był notowany.                                                             |      |                   |                   |                   |              |

### Inne notowane utwory
| "Make 'Em Say"                                    | 2009 | –  | 94  | Flamers 2.5: The Preview    |
| "Rosé Red"                                        | 2010 | –  | 103 | Flamers 3: The Wait Is Over |
| "Ambition" (Wale featuring Meek Mill & Rick Ross) | 2011 | 81 | —   | Ambition                    |
| "Burn" (featuring Big Sean)                       | 2012 | –  | 86  | Dreamchasers 2              |
| "—" oznacza, że singel nie był notowany.          |      |    |     |                             |

## Występy gościnne
| Tytuł                         | Rok  | Inni wykonawcy                                           | Album                                        |
| ----------------------------- | ---- | -------------------------------------------------------- | -------------------------------------------- |
| "Bullets & Gun Smoke"         | 2010 | Vado                                                     | Slime Flu                                    |
| "Same Dream"                  | 2011 | Ace Hood                                                 | Body Bag, Vol. 1                             |
| "Future"                      | 2011 | DJ Khaled, Ace Hood, Big Sean, Wale, Vado                | We the Best Forever                          |
| "Lay Low"                     | 2011 | DJ Drama, Young Chris, Freeway                           | Third Power                                  |
| "Never Mind Love"             | 2011 | Karina Bradley                                           | Madam President                              |
| "Body Work"                   | 2011 | Pusha T, Juicy J, French Montana                         | Fear of God II: Let Us Pray                  |
| "Ambition"                    | 2011 | Wale, Rick Ross                                          | Ambition                                     |
| "Say It to My Face"           | 2011 | Ludacris                                                 | 1.21 Gigawatts: Back to the First Time       |
| "Stunt"                       | 2011 | 2 Chainz                                                 | T.R.U. REALigion                             |
| "Epic"                        | 2011 | B.o.B, Playboy Tre                                       | E.P.I.C. (Every Play Is Crucial)             |
| "You Don't Know Bout It"      | 2011 | Fabolous                                                 | There Is No Competition 3: Death Comes in 3s |
| "Drop It"                     | 2011 | Bobby Valentino, 2 Chainz                                | Vitamin V                                    |
| "Who What When"               | 2012 | T.I.                                                     | Fuck da City Up                              |
| "Last Breath"                 | 2012 | Rick Ross, Birdman                                       | Rich Forever                                 |
| "MMG The World is Ours"       | 2012 | Rick Ross, Pharrell, Stalley                             | Rich Forever                                 |
| "Rack City" (Remix)           | 2012 | Tyga, Wale, Fabolous, Young Jeezy, T.I.                  | —                                            |
| "Get My Paper Right"          | 2012 | Master P, Bengie B, Miss Chee, Wilson H.W, T.E.C.        | —                                            |
| "Champion"                    | 2012 | Prince Malik, Jim Jones                                  | —                                            |
| "Let It Fly" (Remix)          | 2012 | Maino, Roscoe Dash, DJ Khaled, Ace Hood, Jim Jones, Wale | I Am Who I Am                                |
| "Cream"                       | 2012 | Maino, T.I.                                              | I Am Who I Am & The Day After Tomorrow       |
| "I'm a Thug"                  | 2012 | YG                                                       | 400 Degreez                                  |
| "I Ain't Lyin'"               | 2012 | Freck Billionaire                                        | Benefit of the Drought                       |
| "See Ya Lookin'"              | 2012 | A.B.N. Renegadez                                         | Welcome 2 the Streets                        |
| "By the Bar"                  | 2012 | Jadakiss, Yung Joc                                       | Consignment                                  |
| "Let Dem Guns Blam"           | 2012 | Waka Flocka Flame                                        | Triple F Life: Friends, Fans and Family      |
| "Put Yourself in My Position" | 2012 | Torch, Gunplay                                           | No A/C                                       |
| "Check Me Out"                | 2012 | Trey Songz, Diddy                                        | Chapter V                                    |

## Teledyski
| Tytuł                                         | Rok  | Reżyseria    |
| --------------------------------------------- | ---- | ------------ |
| "Tupac Back" (featuring Rick Ross)            | 2011 | Mr. Boomtown |
| "Ima Boss" (featuring Rick Ross)              | 2011 | Benny Boom   |
| "House Party" (featuring Young Chris)         | 2011 | Dre Films    |
| "Lean wit It"                                 | 2012 | Dre Films    |
| "Black Magic" (featuring Rick Ross)           | 2012 | Parris       |
| "Actin' Up" (z Wale featuring French Montana) | 2012 | Mr. Boomtown |